# Ethemon brevicorne
Ethemon brevicorne là một loài bọ cánh cứng trong họ Cerambycidae.